# Fortià de Torelló
Fortià de Torelló és el nom donat a un cos sant conservat i venerat a la parròquia de Sant Feliu de Torelló i, des de 1999, a la cripta del santuari de Rocaprevera. És copatró de Torelló.

## Origen i arribada a Torelló
Segons la tradició, és la relíquia d'un dels Sants Innocents, morts per ordre d'Herodes el Gran. La relíquia arribà de Terra Santa l'any 1298. Segons l'historiador Fortià Solà, la portaren croats de l'expedició comandada per Bernat de Sarrià. El torellonenc Arnau del Colomer l'abril de 1291 hauria rebut, pel seu valor, diverses relíquies de mans del bisbe de Tolemaida i patriarca de Jerusalem, el dominic Nicolau d'Hanaps. Entre elles, les Sant Fortià. Colomer les portà a Torelló el 6 de desembre de 1298, on foren rebudes per la parròquia en processó a la font del Raig, al camí de Vic. Posteriorment, es creà una llegenda que diu que les relíquies foren transportades al mateix lloc per un colom, que deixà l'arqueta a la font, on un escrit deia que es tractava del sant innocent Fortià.

## Veneració

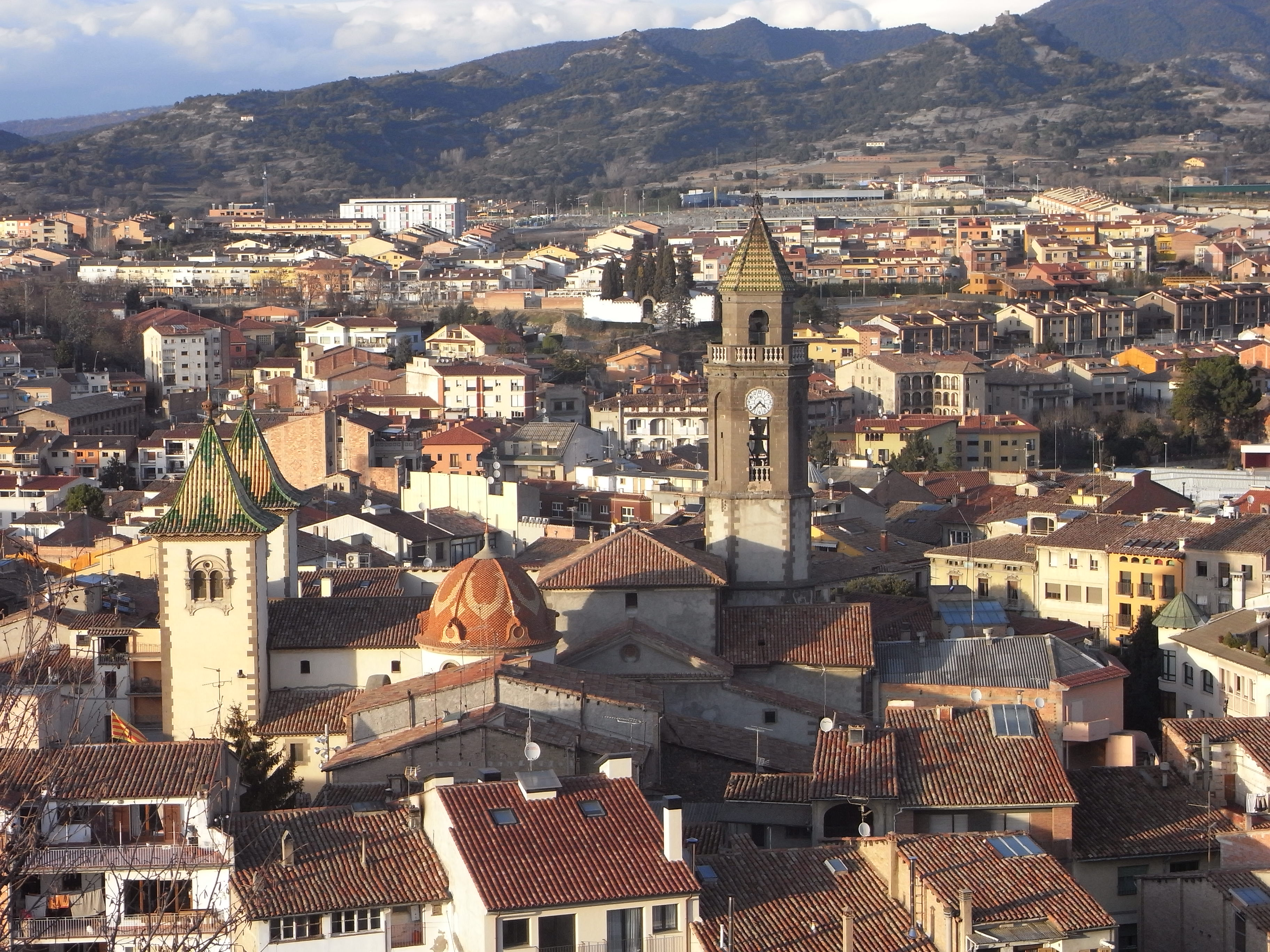
Torelló i l'església de Sant Feliu, on es veneraren les relíquies fins a 1999.

L'arqueta de les relíquies és d'argent i contenia, fins al 1936, una caixa de fusta de cedre de factura medieval, que desaparegué durant la Guerra civil espanyola.
Aviat, Fortià fou objecte de devoció, especialment en temps de sequera i falta d'aigua, quan es portava en processó als santuaris de Rocaprevera, la Gleva o Borgonyà.
Fou proclamat copatró de Torelló, amb el titular de la parròquia sant Feliu, màrtir de Girona. La festivitat se celebrava el 6 de desembre, dia de l'arribada de les relíquies a Torelló, però es va canviar al 7 de novembre, ja al segle xvi, amb ofici solemne a l'església i processó de l'arqueta amb les restes. La festa prengué un caire de festa dels nens, que estrenaven robes i desfilaven en processó.